# Famille Aycelin de Montaigut
Pour les articles homonymes, voir Montaigut.
Pour les articles ayant des titres homophones, voir Montaigut et Montégut.
 (juin 2023).

Armes des Aycelin de Montaigut

La famille Aycelin de Montaigut (ou Montaigu, ou Montagu) est une maison originaire de Montaigut (actuelle Glaine-Montaigut) en Basse-Auvergne. D’origine modeste, elle s'est élevée grâce à l’Église, s’est alliée à la famille de La Tour d’Auvergne et s'est éteinte dans la maison de Montaigut-Listenois.

## Histoire
La première apparition d’un membre de la famille est celle de P. Anselinus en tant que témoin en 1207 du traité entre Guy II, comte d'Auvergne, et son frère Robert, évêque de Clermont. Apparaissent également en 1257 Albert Aycelin, chantre de l’église de Billom, qui aida à résoudre un différend entre Robert, comte d’Auvergne, et Hughes, abbé de Monlieu ; et, en 1261, Robert Aycelin, qui cède une dîme qu’il détenait à Peschadoires. En 1269, Magister Petrus Aycelini est nommé procurateur dans la défense de vassaux d’Alphonse de Poitiers contre les prétentions du comte de Rouergue.

## Filiation
1. Pierre Ier Aycelin
d'où :
2. Pierre II
Vivant à Paris en 1280 avec N. Flotte fille d’un damoiseau d’Auvergne. Il se qualifie de seigneur de Broussolière ou Bressolie. Pierre eut neuf enfants dont le lien familial avec N. Flotte n’est pas clair compte tenu des grandes différences d’âge entre les uns et les autres. Pour certains (Père Anselme) N. Flotte aurait pu être la sœur de Pierre Flote, chancelier de France.
Enfants :
- Guillaume qui suit en 3
- Quatre filles furent placées au couvent, la cadette épousa Evrard de Chalençon.
- Jean Aycelin de Montaigut, abbé de Clermont puis  évêque de Clermont de 1298 à 1301. Il achète en 1298 pour 3 000 livres à Jeanne de Beaujeu, femme de Jean de Dreux, chambrier de France, la seigneurie de Châteldon. Une charte assez curieuse se trouve dans l'histoire de la maison de Dreux par Duchesne d'où il semble résulter que Philippe le Bel, à titre de suzerain, consentit à ratifier, en 1304, cette transaction seulement après une augmentation de prix de 2 000 livres, qu'il dut certainement s'approprier. Il meurt le 14 juin 1301.
- Hugues Aycelin de Montaigut connu sous le nom d’Hugues de Billom
- Gilles I Aycelin de Montaigut

Hugues et Gilles furent probablement à l’origine de la fortune de la famille.
3. Guillaume Ier (ou Albert) Aycelin
Il achète le château de Montgilbert (Allier) vers 1280/1290 et en 1295 la terre de Montaigut située près de Billom. Il épouse Alix, dame du Breuil, dont le tombeau classé monument historique se trouve dans l’église Sainte-Anne (Le Breuil, Allier) dont :
- Aubert Aycelin de Montaigut, évêque de Clermont de 1307 à 1328. En 1309, il est désigné pour instruire contre les templiers d'Auvergne.
- Gilles  Ier qui suit

4. Gilles Ier, seigneur de Montaigut, du Breuil, de Montgilbert, de Châteldon
Il épouse Blanche du Chasteau ou du Chastel-Montagne, dame de Saligny fille de Hugues, chevalier seigneur de Saligny. Il hérite du château de Châteldon en 1309 de son oncle Gilles qui l’avait hérité lui-même de son frère Jean Aubert. En février 1309 Philippe le Bel octroie une charte par laquelle « les chasteaux de Castel-Odon et du Breuil, qu'il tient en fief du sire de Bourbon, « assis ès frontières du royaume vers Lyon », ne pourront être désormais vendus et transportés qu'en mains souveraines ». En novembre 1318 il reçoit l’ordre de se trouver à Clermont-Ferrand « à la quinzaine de Saint André en bon équipage d'hommes et de chevaux » pour participer à l'expédition en Artois du comte d'Auvergne pour secourir Mahaut, fille et héritière de Robert II d'Artois. Devenu par les héritages de ses oncles un des plus puissants seigneurs du royaume, Gilles Ier porte à son comble la fortune de sa famille en obtenant pour son fils Gilles II la main de Mascaronne de la Tour d’Auvergne. Il meurt en 1325.
- Sa fille Marguerite  épouse en 1314 Bertrand Ier de La Tour d’Auvergne, seigneur d'Olliergues, oncle de Mascaronne. Le tombeau, classé, de Marguerite morte en 1332 se trouve dans l'église d'Olliergues.
- Gilles II, unique héritier des  vastes domaines, qui suit

5. Gilles II, seigneur de Châteldon
Il épouse Mascarronne de La Tour d’Auvergne, fille de Bernard VI et de Béatrix de Rodez. Les accordailles ont lieu à Paris le 14 février 1308 en présence des pères des futurs époux, de l'archevêque Gilles Aycelin, d'Albert Aycelin, évêque de Clermont, de Robert, comte d'Auvergne, et d'Hugues de Vissac, père d'Étienne, chancelier de France. Le mariage est célébré, neuf ans plus tard en 1317, à Châteldon. En 1348, la ville fut frappée par la peste, Gilles II ordonne une procession expiatoire : lui-même se mit en tête, pieds nus, la corde au cou, en chemise, un cierge à la main.
Il participe à la croisade des chevaliers teutoniques lancée par le grand maître Heinrich Dusemer von Arfberg contre le grand-duché de Lituanie païen. En 1347, les chevaliers teutoniques virent arriver de nombreux chevaliers français et anglais en raison d’une trêve pendant la Guerre de Cent Ans. Fait prisonnier à Poitiers, il doit payer pour sa rançon 942 moutons d’or que lui rembourse en partie, en considération de ses services, le duc de Berry.
Il meurt, en 1359, en prenant part à la campagne de Gascogne contre le roi Charles II de Navarre accompagné de 26 chevaliers, 129 écuyers et 46 archers à cheval.
Mascarronne de La Tour d’Auvergne était la tante de Guy (1320-1375) qui épousa Marthe Roger de Beaufort. Elle était la nièce du pape Clément VI et son frère fut le pape Grégoire XI. C'est pourquoi on qualifie parfois ses deux fils comme neveux du Pape alors que cette appellation qualifie les membres importants du clergé par similitude avec les « cousins du Roi ».
Enfants :
- Pierre Aycelin de Montaigut, évêque-duc de Laon ;
- Gilles Aycelin de Montaigut, archevêque de Thérouanne ;
- Blanche, mariée à Jean de Vissac, seigneur d’Abrenc ;
- Guillaume qui épousa Dauphine de Montboissier, fille d’Héracle II seigneur de Montboissier, Aubusson et du Monteil et d'Agnès de Chatelperron, d’où : Mascaronne née vers 1350, morte le 3 mai 1410 qui épousa en 1367 le dernier vicomte de la première maison de Polignac ;
- Bernard Aycelin de Montaigut, seigneur de Châteldon et de Montgilbert, dit le Griffon de Montaigut. Il fut un des compagnons de Louis II de Bourbon et un des premiers  chevaliers de l’ordre de l'Écu d'or. Il dota Châteldon d’une halle, d’une maison de justice et d’un moulin banal. Il mourut en 1373. Sa veuve Jeanne/Isabelle de Bourbon-Clessy (fille de Gérard de Bourbon et petite-fille de Guy de Bourbon, lui-même bâtard du duc Louis Ier de Bourbon et de Jeanne de Bourbon-Lancy, dame de Clessy), se remaria avec Guillaume de Mello d'Epoisses (cf. l'article Dreu). Elle laissa l'éducation du fils unique de Bernard, Louis Aycelin de Montaigut à Gilles, cardinal de Thérouanne. Louis fut le premier à ajouter à son nom celui de Listenois, associé à un fief bourbonnais, sans doute un château disparu sur la commune de Saulzet dont il était aussi seigneur en partie ; en Bourbonnais, Louis était également seigneur du Breuil, de Montgilbert et du Donjon. Il participa à l’expédition menée par Louis II de Bourbon en Barbarie contre le royaume de Tunis (1390). Il fut gouverneur du Nivernais (1421-1427).
  - Louis Aycelin eut une seule fille de sa femme Marguerite de Beaujeu du Colombier, Isabeau Aycelin de Montaigut-Listenois, mariée en 1410 à Jean de Vienne, dit Listenois (mort en 1430 ; petit-fils de l’illustre amiral Jean de Vienne). Ils eurent un fils, Philippe de Vienne-Listenois, qui épousa Péronnelle de Chazeron et mourut en 1460, d'où Anne de Vienne-Listenois qui épousa son grand-cousin Jean de Vienne de Montby ci-après. Désormais le nom de Listenois ou Listenais est associé à cette branche de la maison de Vienne, puis à leurs descendants les Bauffremont-Scey-Sombernon (Claude de Bauffremont, 1506-1536, épousa en 1527 Jeanne de Vienne-Listenois (1500-1541), dame de Listenois, Châteldon et Arc-en-Barrois, fille de Bénigne de Grandson et de François de Vienne-Listenois ; ce dernier était le fils de Jean de Vienne de Montby (arrière-petit-fils de l'amiral) et d'Anne de Vienne-Listenois ci-dessus). Les Bauffremont deviendront marquis (Antoine de Vienne de Bauffremont (1531-vers 1605, fils de Claude de Bauffremont x Jeanne de Vienne-Listenois ci-dessus, premier marquis d'Arc-en-Barrois et de Listenois vers 1578 : le nom de Listenois est alors associé à Arc jusqu'en 1622, date à laquelle Arc-en-Barrois est vendu par les Bauffremont au maréchal de Vitry), puis princes de Listenois en 1762.

Montaigut, quant à lui, passa des Vienne-Listenois aux La Fayette puis aux Daillon, comtes du Lude. Ces derniers vendirent la seigneurie au XVIIe siècle à Étienne Ranvier qui l’échangea avec Jean d’Estaing de Ravel contre la seigneurie de Neschers.

## Armes
Ses armes sont : de sable, à trois têtes de lion arrachées d'or, lampassées de gueules.